# Edmund Frederick Erk
Edmund Frederick Erk (* 17. April 1872 in Allegheny, Allegheny County, Pennsylvania; † 14. Dezember 1953 in Bethesda, Maryland) war ein US-amerikanischer Politiker. Zwischen 1930 und 1933 vertrat er den Bundesstaat Pennsylvania im US-Repräsentantenhaus.

## Werdegang
Edmund Erk besuchte die öffentlichen Schulen seiner Heimat und arbeitete danach in Pittsburgh in der Zeitungsbranche. Gleichzeitig schlug er als Mitglied der Republikanischen Partei eine politische Laufbahn ein. Zwischen 1911 und 1919 war er Sekretär des Kongressabgeordneten Stephen Geyer Porter; von 1919 bis 1930 war er für den Auswärtigen Ausschuss des US-Repräsentantenhauses tätig. In den Jahren 1924 und 1925 nahm er als amerikanischer Delegierter an einer Konferenz des Völkerbundes in Genf teil.
Nach dem Tod des Abgeordneten Porter wurde Erk bei der fälligen Nachwahl für den 32. Sitz von Pennsylvania als dessen Nachfolger in das US-Repräsentantenhaus in Washington, D.C. gewählt, wo er am 4. November 1930 sein neues Mandat antrat. Nach einer gleichzeitigen Wahl für die nächste Legislaturperiode konnte er bis zum 3. März 1933 im Kongress verbleiben. Diese Zeit war von den Ereignissen der Weltwirtschaftskrise geprägt.
Im Jahr 1932 wurde Edmund Erk nicht wiedergewählt. Zwei Jahre später bewarb er sich erfolglos um die Rückkehr in den Kongress. Von 1933 bis 1935 arbeitete er als Sekretär des Kongressabgeordneten Michael Joseph Muldowney. Er war damals auch als Autor und Übersetzer tätig. Von 1939 bis 1945 gehörte Erk dem Stab von US-Senator James J. Davis an. Er verbrachte seine letzten Lebensjahre in Bethesda, wo er am 14. Dezember 1953 verstarb.